# Litchfield (Connecticut)
Litchfield város az USA Connecticut államában, [[|Northwest Hills Planning  megyében]], melynek megyeszékhelye is. Lakosainak száma 8192 fő (2020. április 1.).